# Shāhnāmé
Shāhnāmé, o Shāhnāma (en persa: شاهنامه; otras denominaciones también usadas son Shahnama, Shahnameh, Shahname, Shah-Nama, etc.), El Libro de los Reyes o La Épica de los Reyes, es una gran obra poética escrita por el poeta persa Ferdousí hacia el 1000 y es la epopeya nacional del mundo de habla persa. El Shāhnāmeh cuenta la historia y mitología de Irán desde la creación del mundo hasta la conquista de Irán por las fuerzas islámicas en el siglo VII. 
Además de su importancia literaria, el Shâhnameh, que fue escrito en persa, ha sido clave para revivir la lengua persa luego de la influencia ejercida por el árabe. Esta obra voluminosa, es considerada por los hablantes de persa como una obra maestra de la literatura, que también recoge la historia de Irán, sus valores culturales, sus religiones ancestrales (zoroastrismo), y un sentido profundo de patria. Ferdousí concluye el Shâhnameh en un momento en el cual la independencia nacional había sido amenazada. Si bien existen varios héroes y heroínas memorables de características clásicas en esta obra, el gran héroe es Irán.
Ibn al-Athir la ha llamado el «Corán persa», a pesar de que este título no es de uso corriente entre los hablantes de lengua persa, pero en alguna medida ilustra la importancia que este libro representa para todos los hablantes de lengua persa, incluyendo Afganistán y Tayikistán, para otros hablantes de persa de Asia Central, Pakistán y hasta en China, la India, y a los iraníes que viven fuera de su país desde la revolución de 1979. 
Este libro es también importante para los 300 000 zoroastrianos que quedan en el mundo, porque el Shâhnameh permite relacionar los comienzos del zoroastrismo con la derrota del último rey zoroastriano a manos de los invasores árabes.

## Fuentes

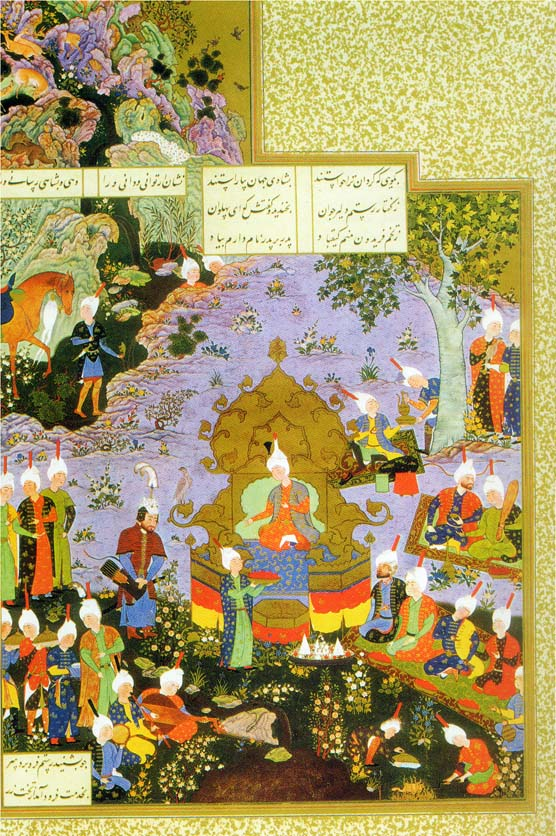
Shâhnameh.

## La obra
El Shâhnameh relata la historia de Irán, comenzando con la creación del mundo y la introducción de las artes de la civilización (el fuego, el cocinar, la metalurgia, la ley) a los Arios - pueblos iranios y concluye con la conquista de Persia por los árabes. La obra no es estrictamente cronológica, aunque existe un cierto flujo de acontecimientos a través del tiempo. Algunos de los personajes viven por cientos de años (al igual que algunos de los personajes de la Biblia), pero la mayoría viven vidas de duración normal. Hay muchos shāhs que aparecen y se eclipsan, al igual que héroes y villanos, que también transcurren por los relatos. Las únicas imágenes que subsisten a lo largo de la obra son las del Gran Irán, y una sucesión de amaneceres y puestas de sol, ninguna de las cuales es exactamente igual a la otra, y que ilustran el paso del tiempo. 
El Padre Tiempo, una imagen símil a Saturno, es un recordatorio de la tragedia de la muerte y la pérdida, a la que le sucede un nuevo amanecer, trayendo consigo la esperanza de un nuevo día. En el primer ciclo de la creación, la maldad es externa (el demonio). En el segundo ciclo, se observa el comienzo del odio familiar, el mal comportamiento, y la maldad penetrando la naturaleza humana. Los dos hijos mayores del Shāh Fereydūn siente avaricia y envidia hacia su hermano más joven el cual es inocente y, pensando que su padre lo favorece a él, lo matan. El hijo del príncipe asesinado venga la muerte de su padre, y todos se ven inmersos en un sangriento ciclo de muerte y venganza.
En el tercer ciclo, se presentan una serie de shahs con debilidades y fallas. Hay una historia como la de Fedra en la mitología griega del Shāh Kay Kāūs, su esposa Sūdāba, y su pasión y rechazo por su hijastro, Sīyāvash.
En el próximo ciclo, todos los personajes son egoístas y malvados. Esta épica es la más oscura de todas las épicas, mucha de la cual posee algún tipo de resolución y catarsis. Este tono parecería ser reflexivo de dos temas: la conquista de Persia por los árabes, y los últimos días del zoroastrismo persa. La religión antigua está plagada de herejías, y de alguna forma la visión optimista de Zoroastro sobre la habilidad del hombre para elegir le ha dado la espalda a la vida y al mundo. Aquí hay abundancia de mala suerte y malhadado destino. 
Es en la caracterización de las numerosas figuras de la obra, tanto masculinas como femeninas, donde se manifiesta la visión de Zoroastro sobre la condición humana. Zoroastro enfatiza el libre albedrío de los humanos. Todos los personajes de Ferdousí son complejos. Ninguno es un arquetipo o una marioneta. Los mejores personajes poseen fallas, y los peores tienen destellos de humanidad.

## ElShâhnamehy su impacto en la Persia moderna

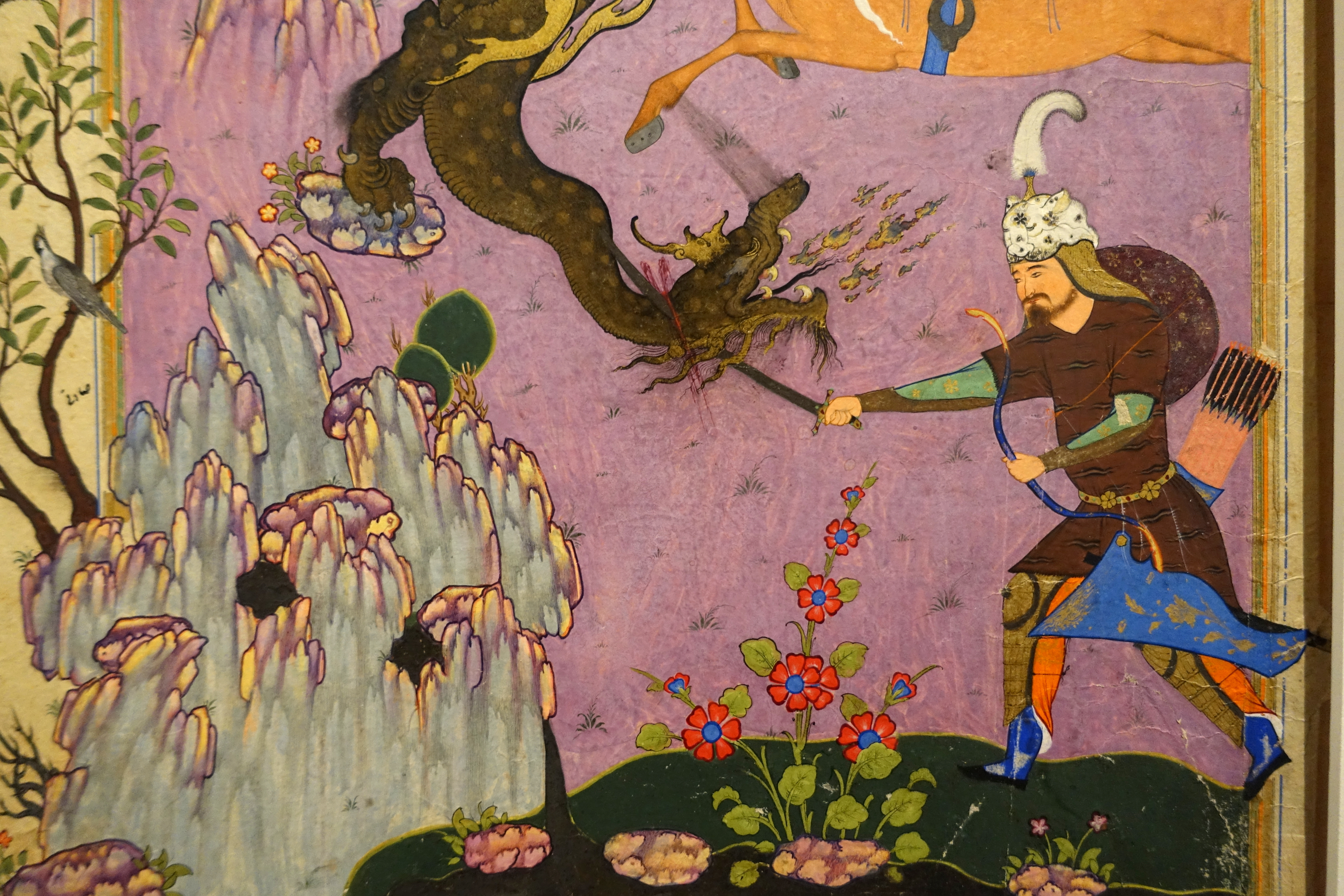
Rostam mata a un dragón.

Con posterioridad al Shâhnameh de Ferdousí, aparecieron a través de los siglos un cierto número de obras de naturaleza similar dentro de la órbita de influencia de la lengua persa. Sin excepción, todas esta obras se basan en el estilo y método del Shâhnameh de Ferdousí, pero ninguna logró alcanzar el mismo nivel de fama y popularidad.
Algunos expertos creen que la principal razón por la que hoy el Idioma persa es más o menos el mismo lenguaje que el de la época de Ferdousí hace 1000 años se debe a la existencia de obras como el Shâhnameh de Ferdousí el cual ha ejercido una influencia cultural y lingüística profunda y duradera. En otra palabras, el Shâhnameh en sí mismo se ha convertido en uno de los principales pilares del lenguaje persa moderno. El estudio de la obra maestra de Ferdousí se convirtió en un requisito para alcanzar maestría en el dominio de la lengua persa por parte de los poetas que le sucedieron, lo cual queda demostrado por las numerosas referencias que hacen al Shâhnameh en sus obras.		
El Shâhnameh contiene 62 historias, 990 capítulos, con un total de 60 000 versos acoplados, por lo que su extensión es siete veces mayor que la de la Ilíada de Homero, y aproximadamente doce veces el tamaño del poema alemán Cantar de los nibelungos. Existen varias traducciones al inglés, casi todas resumidas. En 1925, los hermanos Arthur y Edmond Warner publicaron la obra completa en nueve volúmenes.

## Sinopsis
El Shâhnameh es un gran monumento de poesía e historia, siendo principalmente el relato poético de lo que Ferdousí, sus contemporáneos, y sus predecesores consideraban el relato de la historia antigua de Irán. Muchos de estos relatos ya existían en prosa, por ejemplo el Shâhnameh de Abu Mansur Abd-al-Razaq. Solo una pequeña proporción de la obra de Ferdousí, en distintas secciones del Shâhnameh, es completamente de su autoría. Además de las descripciones detalladas de varias escenas y fenómenos, esta obra expresa sus reflexiones sobre la vida, sus creencias religiosas y éticas y su admiración por la virtud, su alabanza a sus patrones, y las referencias que utilizó. El resto de la obra se divide en tres partes sucesivas: la edad mítica, la edad heroica, y la edad histórica.

### La edad mítica
Luego de un comienzo de invocación a Dios y a la Sabiduría, el Shâhnameh brinda una descripción de la creación del mundo y del hombre según las creencias de los Sasánidas. Esta introducción continúa con la historia del primer hombre, Keyumars, quien también fue el primer rey luego de un período de deambular por la montaña. Su nieto Hushang, hijo de Sīyāmak, descubre el fuego por accidente y establece la fiesta de Sadeh en su honor. En esta sección se presentan las historias de Tahmuras, Jamshid, Zahhāk, Kawa o Kaveh, Fereydūn y sus tres hijos Salm, Tur, y Iraj, y su nieto Manuchehr. Esta sección del Shâhnameh es relativamente breve, con un total de 2100 versos lo que representa el cuatro por ciento de todo el libro, y narra los eventos con la simplicidad y maestría de una obra histórica. Naturalmente, la fuerza y belleza de la poesía de Ferdousí han contribuido en gran medida a realzar el relato de este período haciéndolo atractivo y lleno de vida.

### La edad heroica
Casi dos tercios del Shâhnameh están dedicados a la "Edad de los héroes", la cual abarca desde el reinado de Manuchehr hasta la conquista de Alejandro Magno (Sekandar). La principal característica de este período es el rol destacado que desempeñan los héroes Sagzi (Saka) o Sistānī que forman la columna vertebral del Imperio persa. Garshāsp es mencionado brevemente junto con su hijo Narimān, Sām el hijo de este último, es un paladín de Manuchehr durante su reinado en Sistān. Sus sucesores fueron sus hijos Zāl y Rostam, los más bravos de los bravos, y después Farāmarz.
El Shâhnameh describe con maestría y precisión la sociedad feudal en la que vivían con boato. En efecto, las descripciones de los maestros son tan vívidas que el lector se siente partícipe u observador cercano de los eventos. El tono es épico y enérgico, mientras que el lenguaje es extremadamente rico y variado. 		
Entre las historias que se relatan en esta sección se encuentra el romance de Zal y Rudāba, las siete etapas (o trabajos) de Rostam, Rostam y Sohrāb, Sīyāvash y Sudāba, Rostam y Akvān Dīv, el romance de Bižan y Manīža, las guerras contra Afrāsīyāb, el relato de Daqiqi de la historia de Goshtāsp y Arjāsp, y Rostam y Esfandyār. 		
Es de destacar que la leyenda de Rostam y Sohrāb que se presenta en el Shâhnameh, comienza como es costumbre con un detallado preludio lírico. Aquí Ferdousí se encuentra en la cúspide de su poder poético y muestra todo su potencial como un consumado maestro en el arte de narrar historias. Los cerca de mil versos de esta tragedia conforman uno de los cuentos más emotivos de la literatura mundial.

### La edad histórica
Una breve mención a la Dinastía arsácida de Partia le sigue a la historia de Alejandro y precede a la de Ardashir I, el fundador de la Dinastía Sasánida. Luego, la historia Sasánida es descrita con gran precisión. La caída de los Sasánidas y la conquista de Irán por los árabes son relatadas en forma romántica, y con un lenguaje sumamente poético. Aquí, el lector puede fácilmente ver a Ferdousí en persona lamentándose por la catástrofe, y sobre lo que el llama la llegada del "ejército de las tinieblas".
Según Ferdousí, la edición final del Shâhnameh contenía unos sesenta mil distiches. Pero esto es solo un número aproximado; la mayoría de los manuscritos confiables que han llegado hasta nuestros días han permitido preservar unos cincuenta mil distiches. Nezami-e Aruzi indica que la edición final del Shâhnameh enviada a la corte del Sultán Mahmud de Ghazni fue armada en siete volúmenes.

## El mensaje delShâhnameh

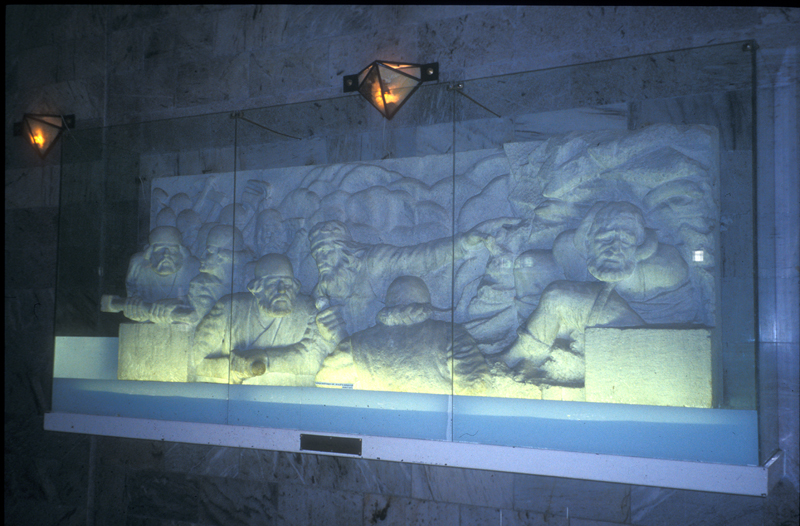
Relieves en piedra del Shâhnameh en Tus, donde Ferdousí está enterrado.

El estilo de Ferdousí es el de un poeta consumado. Su lenguaje épico es rico, emotivo y suntuoso. Los toques personales que posee el Shâhnameh evitan que se convierta en un árido relato de narrativas históricas. Ninguna historia ha sido leída con tanta avidez, creída con tanto convencimiento, y tan ardientemente atesorada en Irán, como el Shâhnameh de Ferdousí. Si hay una historia que ha influido sobre sus lectores, es el Shâhnameh y en la forma más refinada posible. Ferdousí ha triunfado, allí donde tantos líderes militares y religiosos tayikos han fallado.
De hecho, Ferdousí está tan seguro de la inmortalidad y trascendencia de su obra maestra, que él lo expresa en estos versos:

بناهاى آباد گردد خراب

ز باران و از تابش آفتاب

پى افكندم از نظم كاخي بلند

كه از باد و باران نيابد گزند

نميرم از اين پس كه من زنده‌ام

كه تخم سخن را پراكنده‌ام

Banāhāye ābād gardad kharāb 

ze bārānō az tābeshē āftāb

pay afkandam az nazm kākhī boland 

ke az bādō bārān nayābad gazand

nemiram az īn pas ke man zendeh'am 

ke tokhme sokhan rā man parākandeh'am 

"Las edificaciones de la ciudad se deterioran

a causa de la lluvia y la luz del Sol."

"Estoy agradecido a este gran palacio del verso [El Shahnameh]

Ya que no puede ser vencido por el viento ni la lluvia"

"Yo no partiré cuando concluya mi vida,

Permaneceré en la semilla de la lengua persa"

Ferdousí no espera que su lector pase sobre los eventos históricos de forma indiferente, en cambio le pide a su lector que considere los temas con cuidado, para así comprender las causas del ascenso y caída de los hombres y las naciones; y aprender del pasado para poder mejorar el presente, y poder formular mejor el futuro. 		
Ferdousí enfatiza su visión que dado lo transitorio de la vida en este mundo, y como todos estamos solo de paso, debemos ser sabios y evitar la crueldad, la mentira, la avaricia, y otros males tradicionales; en cambio debemos luchar por la justicia, el honor, la verdad, el orden, y otras virtudes tradicionales. 		
El mensaje que transmite el Shâhnameh de Ferdousí es la idea que la historia del Imperio sasánida era un todo inmutable y completo: comenzó con Keyumars, el primer hombre, y terminó con su sucesor número cincuenta, Yazdegerd III, seis mil años de historia de Irán. La tarea de Ferdousí fue evitar que esta historia perdiera su conexión con las futuras generaciones de iraníes.

## Influencia cultural
La dinastía Shirvanshah adoptó muchos de sus nombres del Shāhnāmé. La relación entre Shirwanshah y su hijo, Manuchihr, se menciona en el capítulo ocho de Leili o Majnoon de Nizami. Nizami aconseja al hijo del rey que lea el Shāhnāmé y recuerde los dichos significativos de los sabios.
Según el historiador turco Mehmet Fuat Köprülü:

De hecho, a pesar de todas las afirmaciones en contrario, no hay duda de que la influencia persa fue primordial entre los selyúcidas de Anatolia. Esto se revela claramente por el hecho de que los sultanes que ascendieron al trono después de Ghiyath al-Din Kai-Khusraw I asumieron títulos tomados de la antigua mitología persa, como Kay Khosrow, Kay Kāvus y Kay Kobad; y que Ala 'al-Din Kai-Qubad I tenía algunos pasajes del Shāhnāmé inscritos en las paredes de Konya y Sivas. Cuando tomamos en consideración la vida doméstica en las cortes de Konya y la sinceridad del favor y el apego de los gobernantes a los poetas persas y la literatura persa, entonces este hecho (es decir, la importancia de la influencia persa) es innegable.

Shah Ismail I (fallecido en 1524), el fundador de la dinastía Safavida de Irán, también fue profundamente influenciado por la tradición literaria persa, particularmente por el Shāhnāmé, lo que probablemente explica el hecho de que nombró a todos sus hijos con los personajes de la obra. Dickson y Welch sugieren que el Shāhnāmaye Shāhī de Ismail fue pensado como un regalo para el joven Tahmāsp. Después de derrotar a los uzbekos de Muhammad Shaybāni, Ismāil le pidió a Hatefī, un famoso poeta de la actual provincia de Ġawr, que escribiera una epopeya al estilo del Shāhnāmé sobre sus victorias y su dinastía recién establecida. Aunque la epopeya quedó inconclusa, fue un ejemplo de masnaví en el estilo heroico del Shāhnāmé escrito más tarde para los reyes safávidas.
La influencia del Shāhnāmé se ha extendido más allá de la esfera persa. La profesora Victoria Arakelova de la Universidad de Ereván afirma:

Durante los diez siglos transcurridos desde que Ferdousí compuso su obra monumental, las leyendas heroicas y las historias del Shāhnāmé han seguido siendo la principal fuente de narración para los pueblos de esta región: persas, pashtunes, kurdos, guranos, talishis, armenios, georgianos, pueblos del norte del Cáucaso, etc.

## Ediciones modernas

### Ediciones académicas
Se han preparado ediciones académicas del Shāhnāmé. En 1808 Mathew Lumsden (1777-1835) emprendió el trabajo de una edición del poema. El primero de los ocho volúmenes previstos se publicó en Calcuta en 1811. Pero Lumsden no terminó más volúmenes. En 1829 Turner Macan publicó la primera edición completa del poema. Se basó en una comparación de 17 copias manuscritas.
Entre 1838 y 1878, apareció en París una edición del erudito francés Julius von Mohl, que se basó en una comparación de 30 manuscritos. Después de la muerte de Mohl en 1876, el último de sus siete volúmenes fue completado por Charles Barbier de Meynard, sucesor de Mohl en la cátedra de persa del College de France.
Ambas ediciones carecían de aparatos críticos y se basaban en manuscritos secundarios fechados después del siglo XV, mucho más tarde que la obra original. Entre 1877 y 1884, el erudito alemán Johann August Vullers preparó un texto sintetizado de las ediciones de Macan y Mohl bajo el título Firdusii liber regum, pero solo se publicaron tres de sus nueve volúmenes esperados. La edición de Vullers fue posteriormente completada en Teherán por los eruditos iraníes S. Nafisi, Iqbal y M. Minowi para el jubileo milenario de Ferdousí, celebrado entre 1934 y 1936.
La primera edición crítica moderna del Shāhnāmé fue preparada por un equipo ruso dirigido por E. E. Bertels, utilizando los manuscritos más antiguos conocidos en ese momento, que datan de los siglos XIII y XIV, con una gran dependencia del manuscrito de 1276 del Museo Británico y el de 1333, el Manuscrito de Leningrado, el último de los cuales ahora se ha considerado un manuscrito secundario. Además, otros dos manuscritos utilizados en esta edición han sido degradados. Fue publicado en Moscú por el Instituto de Estudios Orientales de la Academia de Ciencias de la URSS en nueve volúmenes entre 1960 y 1971.
Durante muchos años, la edición de Moscú fue el texto estándar. En 1977, se redescubrió en Florencia un manuscrito de principios de 1217. El manuscrito de Florencia de 1217 es una de las primeras copias conocidas del Shāhnāmé, anterior a la invasiones y la posterior destrucción de importantes bibliotecas y colecciones de manuscritos. Utilizándolo como texto principal, Djalal Khaleghi-Motlagh comenzó la preparación de una nueva edición crítica en 1990. El número de manuscritos que se consultaron durante la preparación de la edición de Khaleghi-Motlagh va más allá de cualquier intento por parte del equipo de Moscú. El aparato crítico es extenso y se registraron un gran número de variantes para muchas partes del poema. El último volumen se publicó en 2008, completando la empresa de ocho volúmenes. Según Dick Davis, profesor de persa en la Universidad Estatal de Ohio, es "con mucho la mejor edición disponible del Shāhnāmé, y seguramente seguirá siéndolo durante mucho tiempo".

### Traducciones al inglés
Ha habido varias traducciones al inglés, casi todas abreviadas. James Atkinson, del servicio médico de la Compañía de las Indias Orientales, realizó una traducción al inglés en su publicación de 1832 para el Fondo de Traducción Oriental de Gran Bretaña e Irlanda, ahora parte de la Royal Asiatic Society. Entre 1905 y 1925, los hermanos Arthur y Edmond Warner publicaron una traducción de la obra completa en nueve volúmenes, ahora agotada. También hay traducciones modernas incompletas del Shāhnāmé: la versión en prosa de 1967 de Reuben Levy (posteriormente revisada por Amin Banani), y otra de Dick Davis en una mezcla de poesía y prosa que apareció en 2006. También en 2013 se publicó una nueva traducción al inglés del libro en prosa de Ahmad Sadri.

## Estudiosos delShâhnameh
- Dick Davis, autor de Épica y sedición: el caso del 'Shahnameh' de Ferdousí y traductor de Shahnameh: El libro persa de los reyes
- Shahrokh Meskoob
- Mir Jalaleddin Kazzazi
- Jalal Matini, editor de Iran Shenasi
- Jalil Doostkhah, del Centro para estudios iraníes CFIS